# Santuario di Nostra Signora del Bosco (Lumarzo)
Il santuario di Nostra Signora del Bosco è un luogo di culto cattolico situato nella frazione di Pannesi, in via Nostra Signora del Bosco, nel comune di Lumarzo nella città metropolitana di Genova.
Le principali festività si celebrano il 19 maggio (festa dell'apparizione mariana) e il 12 settembre nella festa del Nome di Maria.

## Storia

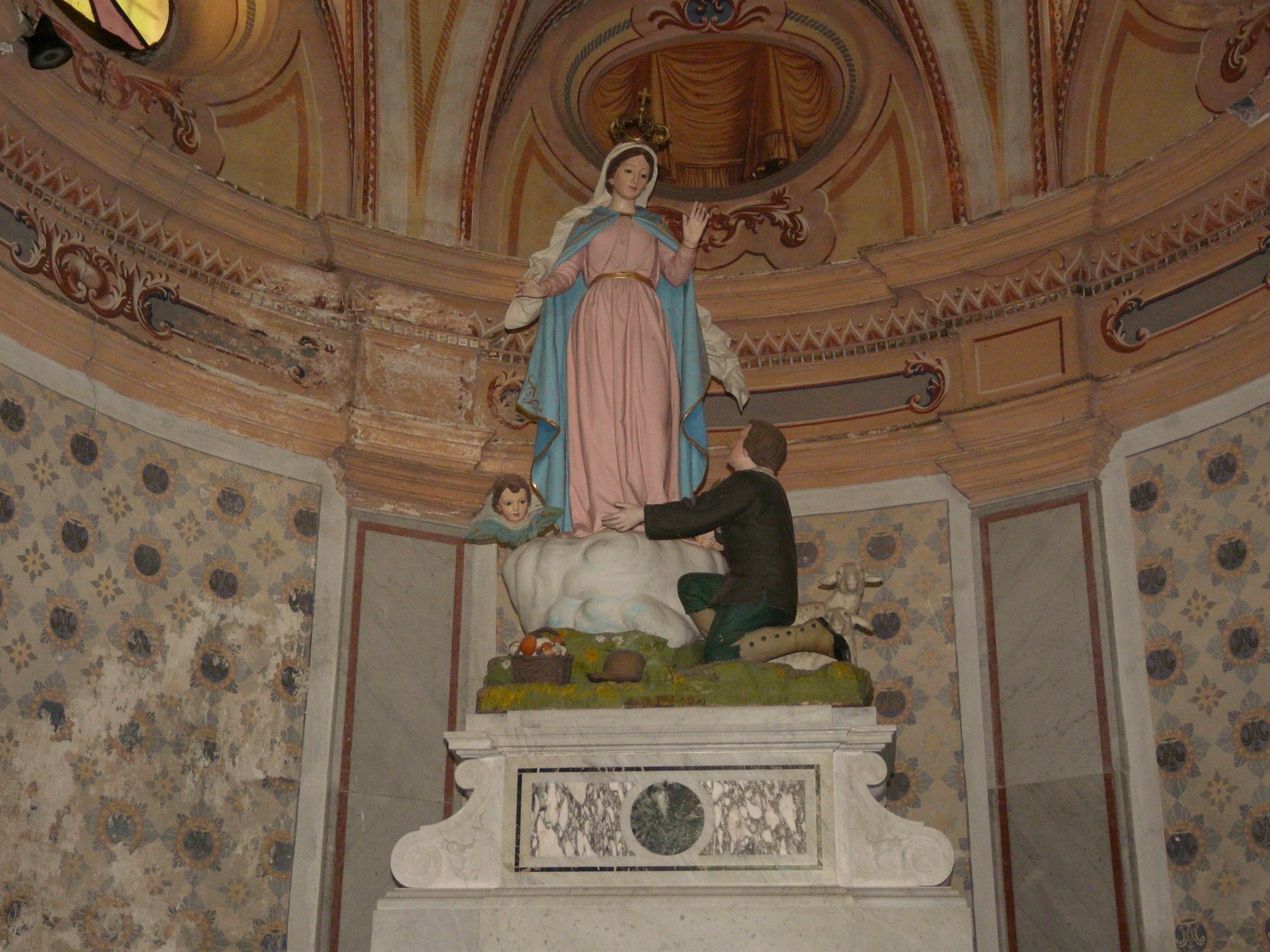
Particolare della statua della Madonna della Misericordia

La nascita del santuario è legata, secondo il racconto popolare, ad un'apparizione della Vergine Maria al contadino Felice Olcese, sordomuto, il 12 settembre del 1555; la leggenda racconta che il paesano riacquistò miracolosamente l'uso della parola. La Madonna chiese al contadino in dono una pecora e l'edificazione di un santuario che, sempre secondo il racconto religioso, indicò ella stessa il luogo e le dimensioni con un ramoscello di quercia.
Sul luogo dell'apparizione sorse ben presto una primitiva cappella, una lapide testimonia la presenza già nel 1583, e dal 1640 un santuario mariano costruito dagli abitanti di Pannesi.

## Descrizione

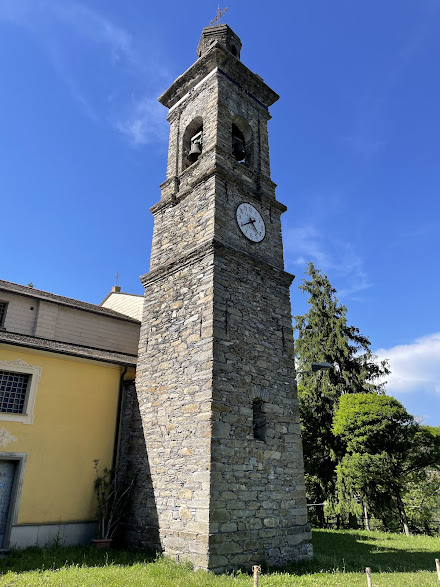
Il campanile

L'attuale chiesa è a tre navate, separate da pilastri, con uno stile architettonico molto semplice, tipico di molti santuari campestri. L'ultimo restauro della facciata e dell'intera copertura risale tra il 1994 e il 1996.
All'interno tra le opere scultoree conservate vi è un gruppo ligneo, ritraente l'apparizione del 1555, posto sull'altare maggiore ,opera dello scultore genovese Marcenaro. Un altro gruppo, con lo stesso soggetto, viene portato in processione nella festività del 12 settembre; ancora una statua della Madonna della Misericordia, nella navata sinistra, è risalente al 1638. In un locale attiguo al presbiterio è presente un presepe permanente con radici di edera. Di particolare pregio è l'attiguo campanile, eretto utilizzando pietre a vista.
Dietro il santuario vi è inoltre una sorgente d'acqua diuretica, denominata "Acqua della Madonna", alla quale attingono i pellegrini.